# Robin Bawa
Robin N. Bawa (* 26. März 1966 in Duncan, British Columbia) ist ein ehemaliger kanadischer Eishockeyspieler, der im Verlauf seiner aktiven Karriere zwischen 1982 und 1999 unter anderem 62 Spiele für die Washington Capitals, Vancouver Canucks, San Jose Sharks und Mighty Ducks of Anaheim in der National Hockey League auf der Position des rechten Flügelstürmers bestritten hat. Den Großteil seiner Karriere verbrachte Bawa aber in den Minor Leagues International Hockey League und American Hockey League, wo er die Rolle eines Enforcers ausfüllte.

## Karriere
Bawa spielte zunächst fünf Jahre von 1982 bis 1987 in der Western Hockey League bei den Kamloops Junior Oilers und den daraus hervorgehenden Kamloops Blazers. Im Jahr 1986 nahm er mit den Blazers am Memorial Cup teil. Am Ende der Saison 1986/87 wurde er nach seiner besten Spielzeit mit 113 Scorerpunkten aus 62 Spielen ins West First All-Star Team der WHL gewählt.
Trotz seines starken letzten Jahres in der Juniorenliga ging der Kanadier indischer Herkunft ungedraftet in die Saison 1987/88 und spielte in der International Hockey League für die Fort Wayne Komets und im Jahr darauf in der American Hockey League für die Baltimore Skipjacks, die beide Farmteams der Washington Capitals waren. Diese hatten ihn als Free Agent im Mai 1987 unter Vertrag genommen und setzten ihn im Verlauf der Saison 1989/90 erstmals in fünf NHL-Spielen ein. Nachdem der rechte Flügelspieler auch die gesamte Spielzeit 1990/91 in der IHL verbracht hatte, transferierten ihn die Capitals zu den Vancouver Canucks. Dort kam Bawa in der Saison 1991/92 zu zwei weiteren NHL-Einsätzen, ehe er kurz nach Beginn des Spieljahres 1992/93 im Austausch für Rick Lessard zu den San Jose Sharks geschickt wurde. Bei den Sharks blieb er lediglich sechs Monate, da er als ungeschützter Spieler des Sharks-Kaders in den NHL Expansion Draft 1993 ging, mit dem die neu gegründeten Mighty Ducks of Anaheim ihren Kader auffüllen konnten. Nach 42 Spielen für San Jose im Vorjahr kam Bawa in der Saison 1993/94 zu seinen letzten zwölf von insgesamt 61 Spielen in der NHL.
Die darauffolgenden fünf Jahre von 1994 bis 1999 spielte er ausschließlich in der IHL, obwohl ihn im Sommer 1994 die Dallas Stars unter Vertrag genommen hatten. Nach einer erlittenen Kopfverletzung am Ende der Saison 1998/99 beendete er schließlich seine Karriere.

## Erfolge und Auszeichnungen
- 1984 President’s-Cup-Gewinn mit den Kamloops Junior Oilers
- 1986 President’s-Cup-Gewinn mit den Kamloops Blazers
- 1987 WHL West First All-Star Team

## Karrierestatistik
(Legende zur Spielerstatistik: Sp oder GP = absolvierte Spiele; T oder G = erzielte Tore; V oder A = erzielte Assists; Pkt oder Pts = erzielte Scorerpunkte; SM oder PIM = erhaltene Strafminuten; +/− = Plus/Minus-Bilanz; PP = erzielte Überzahltore; SH = erzielte Unterzahltore; GW = erzielte Siegtore; 1 Play-downs/Relegation; Kursiv: Statistik nicht vollständig)